# Euphorbia talaina
Euphorbia talaina är en törelväxtart som beskrevs av Radcl.-sm.. Euphorbia talaina ingår i släktet törlar, och familjen törelväxter.
Artens utbredningsområde är Pakistan. Inga underarter finns listade i Catalogue of Life.